# Oreophryne alticola
Oreophryne alticola es una especie de anfibio anuro del género Oreophryne, de la familia Microhylidae.

## Distribución geográfica
Es especie originaria de Nueva Guinea Occidental (Indonesia).